# Municipio de Cedar (condado de Jefferson)
El municipio de Cedar (en inglés: Cedar Township) es un municipio ubicado en el condado de Jefferson en el estado estadounidense de Iowa. En el año 2010 tenía una población de 502 habitantes y una densidad poblacional de 5,34 personas por km².

## Geografía
El municipio de Cedar se encuentra ubicado en las coordenadas 40°56′40″N 91°53′18″O / 40.94444, -91.88833. Según la Oficina del Censo de los Estados Unidos, el municipio tiene una superficie total de 94.06 km², de la cual 93,97 km² corresponden a tierra firme y (0,1 %) 0,09 km² es agua.

## Demografía
Según el censo de 2010, había 502 personas residiendo en el municipio de Cedar. La densidad de población era de 5,34 hab./km². De los 502 habitantes, el municipio de Cedar estaba compuesto por el 98,41 % blancos, el 0,2 % eran asiáticos y el 1,39 % eran de una mezcla de razas. Del total de la población el 0,8 % eran hispanos o latinos de cualquier raza.